# 刺鰭鰟鮍
刺鰭鰟鲏（学名：Rhodeus spinalis）为鲤科鰟鮍属輻鰭魚綱鯉形目鱊科的其中一種鱼类，是中国的特有物种，分布于海南島及西江流域、元江下游。该物种的模式产地在海南岛。也可能出没在临近的越南境内，但无确证。
刺鰭鰟鮍體長可達10公分。繁殖方式独特，雌鱼把卵生在河里的贝壳内，幼鱼孵出之后才从贝壳里游出。